# Кристмас, Эрнест Уильям
Эрнест Уильям Кристмас (англ. Ernest William Christmas; 28 января 1863, Yankalilla — 29 июля 1918, Гонолулу) — австралийский художник вулканической школы, известен своими картинами о Гавайях. Большинство его работ было создано вне Австралии (Европа, Южная Америка и Гавайи).

## Биография
Родился около города Аделаида, Южная Австралия в 1863 в семье британских иммигрантов. Его отец Джон занимался разными профессиями и был мэром Кадины. Первые уроки рисования получил в Аделаиде и Сиднее. Предположительно, реалистичные работы Генри Джеймса Джонстоуна оказали сильное влияние на творчество Кристмаса. С 1894 по 1900 год жил в Калгурли, в котором, согласно культурологу Тиму Бонихэйди, Кристмас был незначительным художником, который рисовал «аборигенов и мёртвые деревья».
В это время он впервые посещает Новую Зеландию. С 1900 по 1902 год жил в Европе, где был назначен представителем правительства. Там он отбирал работы для включения в Австралийскую федеральную международную выставку, которая состоялась в Королевском выставочном центре. В итоге он отправил около 270 картин в Австралию. По его возвращении его собственные работы были описаны как «значительно улучшенные».
Примерно с 1905 по 1907 год проживал в Новой Зеландии, работал в отделе туризма и занимался живописью в нескольких местах. Картины художника выставлены в Новой Зеландии Академии художеств. Был избран членом Королевского общества, проводились экспозиции его картин в 1909 и 1910 годах в Королевской академии, Королевском институте живописцев маслом и Королевском институте изящных искусств Глазго.
В дальнейшем стал чаще путешествовать. С 1911 по 1913 год посетил Аргентину и Чили, Анды. Многие из произведений, которые он создал там, были включены в издание «Argentina Past» и «Present» Уильяма Генри Кебеля, выпущенные в 1914 году. В 1915 г. в Сан-Франциско его картины выставлялись в числе работ Общества калифорнийских художников. В 1916 году, возвращаясь в Австралию, остановился на Гавайях и решил остаться. Прибыв туда с ухудшившимся здоровьем, умер спустя два года от сердечной недостаточности.

## Избранные работы
- «На реке Муррей»
- «Работник»
- «Дом крестьянина в Андах»
- «Килауэа»